# Gabriel Cattand
Gabriel Cattand est un acteur français né le 29 novembre 1923 à Bonneville (Haute-Savoie) et mort le 8 juillet 1997 à Poigny-la-Forêt (Yvelines).

## Théâtre
- 1945 : La jalousie de Daisy Ramier de Jacques Aeschlimann, mise en ondes Marcel Merminod, Radio-Lausanne
- 1946 : Hamlet de William Shakespeare, mise en scène Jean-Louis Barrault, théâtre Marigny
- 1946 : Les Nuits de la colère d'Armand Salacrou, mise en scène Jean-Louis Barrault, théâtre Marigny
- 1947 : Le Procès d'après Franz Kafka, mise en scène Jean-Louis Barrault, théâtre Marigny
- 1948 : L'État de siège d'Albert Camus, mise en scène Jean-Louis Barrault, théâtre Marigny
- 1951 : Le Soulier de satin de Paul Claudel, mise en scène Jean-Louis Barrault, théâtre des Célestins
- 1952 : Bacchus de Jean Cocteau, mise en scène Jean-Louis Barrault, théâtre des Célestins
- 1953 : L'Incendie à l'Opéra de Georges Kaiser, mise en scène Jean-Marie Serreau, théâtre de Babylone
- 1953 : Si Camille me voyait de Roland Dubillard, mise en scène Jean-Marie Serreau, théâtre de Babylone
- 1953 : Occupe-toi d'Amélie de Georges Feydeau, mise en scène Jean-Louis Barrault, théâtre des Célestins
- 1954 : L'Ennemi de Julien Green, mise en scène Fernand Ledoux, théâtre des Bouffes-Parisiens
- 1956 : Le Misanthrope de Molière, mise en scène Jean-Louis Barrault, théâtre des Célestins
- 1956 : Histoire de Vasco de Georges Schehadé, mise en scène Jean-Louis Barrault, théâtre des Célestins
- 1956 : Le Chien du jardinier de Félix Lope de Vega, mise en scène Jean-Louis Barrault, théâtre des Célestins
- 1957 : Madame Sans-Gêne de Victorien Sardou, mise en scène Pierre Dux, théâtre Sarah Bernhardt
- 1958 : Le Soulier de satin de Paul Claudel, mise en scène Jean-Louis Barrault, théâtre du Palais-Royal
- 1959 : Tête d'or de Paul Claudel, mise en scène Jean-Louis Barrault, Odéon-Théâtre de France
- 1959 : La Petite Molière de Jean Anouilh, mise en scène Jean-Louis Barrault, Grand théâtre de Bordeaux, Odéon-Théâtre de France
- 1959 : Les Fausses Confidences de Marivaux, mise en scène Jean-Louis Barrault, Odéon-Théâtre de France
- 1960 : Rhinocéros d'Eugène Ionesco, mise en scène Jean-Louis Barrault, Odéon-Théâtre de France
- 1960 : Jules César de William Shakespeare, mise en scène Jean-Louis Barrault, Odéon-Théâtre de France
- 1960 : Occupe-toi d'Amélie de Georges Feydeau, mise en scène Jean-Louis Barrault, Odéon-Théâtre de France
- 1961 : Le Voyage de Georges Schehadé, mise en scène Jean-Louis Barrault, Odéon-Théâtre de France
- 1961 : Le Marchand de Venise de William Shakespeare, mise en scène Marguerite Jamois, Odéon-Théâtre de France
- 1961 : Amphitryon de Molière, mise en scène Jean-Louis Barrault, Odéon-Théâtre de France
- 1962 : L'Orestie d'Eschyle, mise en scène Jean-Louis Barrault, Odéon-Théâtre de France
- 1962 : Hamlet de William Shakespeare, mise en scène Jean-Louis Barrault, Odéon-Théâtre de France
- 1962 : La Révélation de René-Jean Clot, mise en scène Jean-Louis Barrault, Odéon-Théâtre de France
- 1963 : La Double Inconstance de Marivaux, mise en scène Jean-Pierre Granval, Odéon-Théâtre de France
- 1964 : Zoo de Vercors, mise en scène Jean Deschamps, TNP théâtre de Chaillot
- 1965 : Hamlet de William Shakespeare, mise en scène Georges Wilson, TNP théâtre de Chaillot, Festival d'Avignon
- 1965 : Léo Burckart de Gérard de Nerval et Alexandre Dumas, mise en scène Pierre Arnaudeau, Théâtre du Tertre
- 1966 : Les Paravents de Jean Genet, mise en scène Roger Blin, Odéon-Théâtre de France
- 1966 : Henry VI de William Shakespeare, mise en scène Jean-Louis Barrault, Odéon-Théâtre de France
- 1968 : Guten Tag, Gutenberg ! de Jacques Aeschlimann, mise en ondes Roland Jay, Radio Suisse Romande
- 1970 : Marie Tudor de Victor Hugo, mise en scène Georges Werler, théâtre de l'Est parisien
- 1970 : Opérette de Witold Gombrowicz, mise en scène Jacques Rosner, TNP théâtre de Chaillot
- 1974 : Phèdre de Racine, mise en scène Antoine Bourseiller, Théâtre du Gymnase
- 1976 : Le Séquoïa de George Furth, mise en scène Jacques Mauclair, théâtre de l'Athénée
- 1976 : Antigone de Jean Anouilh, mise en scène de Nicole Anouilh, Théâtre des Mathurins
- 1977 : Un ennemi du peuple d'Henrik Ibsen, mise en scène Étienne Bierry, théâtre Édouard VII
- 1979 : Ardèle ou la marguerite de Jean Anouilh, mise en scène Pierre Mondy et Roland Piétri, théâtre Hébertot
- 1980 : Talleyrand à la barre de l'histoire d'André Castelot, mise en scène Paul-Emile Deiber, théâtre du Palais Royal
- 1980 : L'Intoxe de Françoise Dorin, mise en scène Jean-Laurent Cochet, théâtre des Variétés
- 1983 : Un grand avocat de Henry Denker, mise en scène Robert Hossein, théâtre Mogador
- 1984 : Les Œufs de l'autruche d'André Roussin, mise en scène Michel Bertay, théâtre de la Madeleine
- 1987 : Kean de Jean-Paul Sartre d'après Alexandre Dumas, mise en scène Robert Hossein, théâtre Marigny
- 1994 : Les Journalistes d'Arthur Schnitzler, mise en scène Jorge Lavelli, Théâtre national de la Colline
- 1996 : Colombe de Jean Anouilh, mise en scène Michel Fagadau, Comédie des Champs-Élysées

## Filmographie

### Cinéma
- 1950 : La Porteuse de pain de Maurice Cloche : Georges Darier
- 1950 : Pigalle-Saint-Germain-des-Prés d'André Berthomieu
- 1954 : Napoléon de Sacha Guitry - scènes coupées au montage
- 1957 : Pardonnez nos offenses de Robert Hossein
- 1958 : Prisons de femmes de Maurice Cloche
- 1961 : Cause toujours mon lapin de Guy Lefranc
- 1963 : Laissez tirer les tireurs de Guy Lefranc
- 1963 : Le Chevalier de Maison-Rouge de Claude Barma - Version écourtée pour le cinéma du feuilleton télévisé
- 1967 : Réseau secret de Jean Bastia[1]
- 1967 : Maroc 7 de Gerry O'Hara
- 1969 : Klann - grand guignol de Patrick Ledoux
- 1970 : Céleste de Michel Gast
- 1972 : Absences répétées de Guy Gilles
- 1973 : Le Nain et la Sorcière ou Zizi Pan-Pan de Giorgio Libretti
- 1973 : Traitement de choc d'Alain Jessua : le procureur De Boissière
- 1973 : Le Gang des otages d'Édouard Molinaro
- 1973 : Rude journée pour la reine de René Allio
- 1974 : Stavisky d'Alain Resnais : un député à la commission d'enquête
- 1974 : Trauma (de) de Karl Heinz Zeitler (de) (sous le nom de « Douglas Fithian »)
- 1975 : Histoire d'O de Just Jaeckin : The commander
- 1975 : Le Sauvage de Jean-Paul Rappeneau : M. Delouis
- 1976 : La situation est grave mais... pas désespérée ! de Jacques Besnard
- 1977 : Blue Jeans de Hugues Burin des Roziers
- 1977 : Armaguedon d'Alain Jessua : Jimmy Laurent
- 1977 : Servante et Maîtresse de Bruno Gantillon
- 1977 : Tendre Poulet de Philippe de Broca
- 1978 : La Part du feu d'Étienne Périer
- 1979 : Cause toujours... tu m'intéresses ! d'Édouard Molinaro
- 1979 : La Gueule de l'autre de Pierre Tchernia
- 1979 : I… comme Icare d'Henri Verneuil : le président Marc Jary
- 1980 : On a volé la cuisse de Jupiter de Philippe de Broca : Le maire
- 1983 : Le Démon dans l'île de Francis Leroi : Henry Garland
- 1983 : Le Marginal de Jacques Deray : le contrôleur Dumas
- 1986 : Paris minuit de Frédéric Andréi
- 1987 : Les Oreilles entre les dents de Patrick Schulmann
- 1989 : La Vie et rien d'autre de Bertrand Tavernier
- 1991 : Le Secret de Sarah Tombelaine de Daniel Lacambre
- 1992 : L'Accompagnatrice de Claude Miller

### Télévision
- 1962 : Commandant X, épisode Le dossier Morel de Jean-Paul Carrère
- 1963 : Le Chevalier de Maison-Rouge de Claude Barma : Chauveau-Lagarde
- 1963 : L'inspecteur Leclerc enquête, épisode La Chasse de Mick Roussel
- 1968 : Vive la vie (seconde époque) de Joseph Drimal
- 1969 : D'Artagnan de Claude Barma
- 1971 : Tang d'André Michel : Lautaret
- 1971 : Les Nouvelles Aventures de Vidocq, épisode Les Trois Crimes de Vidocq de Marcel Bluwal
- 1972 : Les Évasions célèbres : épisode Latude ou L'Entêtement de vivre de Jean-Pierre Decourt : le gouverneur de la Bastille
- 1972 : Pouchkine (d'après l'œuvre d'Henri Troyat) de Jean-Paul Roux : Heeckeren
- 1973 : Joseph Balsamo d'André Hunebelle
- 1973 : Les Enquêtes du commissaire Maigret, épisode Maigret et le Corps sans tête de Marcel Cravenne : le juge Coméliau
- 1974 : Schulmeister, espion de l'empereur de Jean-Pierre Decourt
- 1974 : À vous de jouer Milord, mini-série de Christian-Jacque : le général Vallois
- 1974 : Jean Pinot, médecin d'aujourd'hui de Michel Fermaud
- 1974 : l'Affaire Bernardy de Sigoyer de Régis Forissier[2]
- 1974 : La Passagère, d'Abder Isker
- 1977 : Au théâtre ce soir : Le Séquoïa de George Furth, mise en scène Jacques Mauclair, réalisation Pierre Sabbagh, théâtre Marigny
- 1977 : Au théâtre ce soir : L'Avocat du diable de Roger Saltel, mise en scène Robert Manuel, réalisation Pierre Sabbagh, théâtre Marigny
- 1977 : D'Artagnan amoureux, mini-série de Yannick Andreï : Louis XIII
- 1977 : Rendez Vous en Noir, de Claude Grinberg
- 1978 : Les Amours sous la Révolution : Les Amants de Thermidor de Jean-Paul Carrère
- 1978 : Le Franc-tireur de Maurice Failevic : Carbonnier
- 1979 : Par-devant notaire segment La Résidence du bonheur : Le notaire
- 1980 : Au théâtre ce soir : La Claque d'André Roussin, mise en scène Georges Vitaly, réalisation Pierre Sabbagh, théâtre Marigny
- 1981 : La Double Vie de Théophraste Longuet de Yannick Andréi : le commissaire Milfroid
- 1981 : Julien Fontanes, magistrat, épisode La Dixième Plaie d'Égypte de Patrick Jamain
- 1981 : La Guerre des chaussettes de Maurice Cloche
- 1983 : Fabien de la Drôme de Michel Wyn
- 1983 : Les Nouvelles Brigades du Tigre, épisode Rita et le Caïd de Victor Vicas
- 1984 : L'Homme de Suez de Christian-Jaque
- 1986 : Madame et ses flics, épisode Mort en play-back de Roland-Bernard
- 1987 : Les Cinq Dernières Minutes, épisode L'Amiral aux pieds nus de Pierre Desfons
- 1992 : Intrigues, épisode Le Dernier Mot d'Emmanuel Fonlladosa
- 1998 : Maigret et l'Inspecteur Cadavre de Pierre Joassin : le chef de cabinet

## Doublage

### Cinéma

#### Films
- Michael Caine dans :
  - Jeux pervers (1968) : Nicholas Urfe
  - Trop tard pour les héros (1970) : Soldat Tosh Hearne
  - La Vallée perdue (1971) : Le capitaine des Mercenaires
  - L'aigle s'est envolé (1976) : Lieutenant-Colonel Kurt Steiner
  - Ashanti (1979) : Dr David Linderby
  - Pulsions (1980) : Dr Robert Elliott
  - La Main du cauchemar (1981) : Jonathan Lansdale
  - Le Consul honoraire (1983) : le consul Charley Fortnum
  - C'est la faute à Rio (1984) : Matthew Hollins
  - Ouragan sur l'eau plate (1985) : Baxter
  - Mona Lisa (1986) : Mortwell
  - Le Plus Escroc des deux (1988) : Lawrence Jamieson
  - Monsieur Destinée (1990) : Mike le barman / Monsieur Destinée
  - Terrain miné (1994) : Michael Jennings
  - Blood and Wine (1996) : Victor « Vic » Spansky
- Stewart Granger dans :
  - Trois Troupiers (1951) : le soldat Archibald Ackroyd
  - Miracle à Tunis (1952) : Sam Conride
  - Au pays de la peur (1952) : Jules Vincent
  - La Perle noire (1953) : Mark Shore
  - Le Beau Brummel (1954) : Brummel
  - L'Émeraude tragique (1954) : Pr Rian Mitchell
  - Les Contrebandiers de Moonfleet (1955) : Jeremy Fox
  - Des pas dans le brouillard (1955) : Stephen Lowry
  - La Croisée des destins (1956) : Colonel Rodney Savage
  - La Petite Hutte (1957) : Sir Philip Ashlow
  - Terreur dans la vallée (1957) : Tom Early
  - Les Oies sauvages (1978) : Sir Edward
- Christopher Plummer dans :
  - Waterloo (1970) : le général en chef Duc de Wellington
  - Starcrash : Le Choc des étoiles (1978) : L'Empereur
  - Meurtre par décret (1979) : Sherlock Holmes
  - Dreamscape (1984) : Bob Blair
  - Star Trek 6 : Terre inconnue (1991) : Général Chang
- Peter O'Toole dans :
  - Le Jeu de la puissance (1978) : le colonel Zeller
  - Supergirl (1984) : Zaltar (1er doublage)[3]
  - Club Paradis (1986) : Le gouverneur Anthony Cloyden Hayes
  - High Spirits (1988) : Peter Plunkett
  - King Ralph (1991) : Sir Cédric Charles Willingham
- Richard Burton dans :
  - Anne des mille jours (1969) : Henri VIII
  - L'Escalier (1969) : Harry Leeds
  - L'Assassinat de Trotsky (1972) : Léon Trotski
  - La Grande Menace (1978) : John Morlar (1er doublage)
- Richard Harris dans :
  - Refroidi à 99 % (1974) : Harry Crown
  - La Revanche d'un homme nommé Cheval (1976) : John Morgan
  - Le Triomphe d'un homme nommé cheval (1983) : John Morgan
  - Martin's Day (1984) : Martin Steckert
- Robert Vaughn dans :
  - La Baby-Sitter (1975) : Stuart Chase
  - Virus (1980) : le sénateur Barkley
  - S.O.B. (1981) : David Blackman
  - Superman 3 (1983) : Ross Webster
- Richard Crenna dans :
  - Rambo (1982) : Le colonel Samuel Trautman
  - Rambo 3 (1988) : le colonel Samuel Trautman
  - Leviathan (1989) : Dr Glen Thompson
  - Jade (1995) : Gouverneur Lew Edwards
- Ken Clark dans :
  - Fureur sur le Bosphore (1965) : Dick Malloy
  - Mission spéciale... Lady Chaplin (1966) : Dick Malloy
  - Coup de force à Berlin (1967) : Dick Hallam
- Robert Duvall dans :
  - M*A*S*H (1970) : Major Frank Burns
  - Sherlock Holmes attaque l'Orient-Express (1976) : Doxteur John H. Watson / le narrateur
  - Deux Cent Mille Dollars en cavale (1981) : Gruen
- Christopher Lee dans :
  - Les Mercenaires (1976) : le major Chilton
  - Hurlements 2 (1985) : Stefan Crosscoe
  - Gremlins 2 (1990) : Dr Catheter
- Alec Guinness dans : 
  - Tueurs de dames (1955)[4] : Marcus
  - Cromwell (1970) : le roi Charles Ier d'Angleterre
- Leslie Nielsen dans :
  - La Rançon (1956) : Charlie Telfer
  - Cité en feu (1979) : le maire William Dudley
- Joseph Cotten dans :
  - De la Terre à la Lune (1958) : Victor Barbicane
  - Piège au grisbi (1965) : Dr Horace Van Tilden
- Rex Harrison dans :
  - Qu'est-ce que maman comprend à l'amour ? (1958) : Jimmy Broadbent
  - Le Cinquième Mousquetaire (1979)[5] : Colbert
- Mel Ferrer dans :
  - Le Monde, la Chair et le Diable (1959) : Benson Thacker
  - Brannigan (1975) : Field
- Laurence Harvey dans :
  - La Vénus au vison (1960) : Weston Liggett / Richard
  - Maldonne pour un espion (1968) : Alexander Eberlin
- Robert Flemyng dans :
  - Un brin d'escroquerie (1960) : le commandant John Larkin
  - Les Griffes du lion (1972) : Dr Buzzard
- Michael Craig dans :
  - L'Île mystérieuse (1961) : Cyrus Harding
  - L'Ange et le Démon (1970) : Daddy
- James Coburn dans :
  - Les Jeux de l'amour et de la guerre (1964) : Capitaine de corvette Paul « Bus » Cummings
  - Le Cher Disparu (1965) : l'agent de l'immigration
- Robert Webber dans :
  - Le Chevalier des sables (1965) : Georges
  - Comment réussir en amour sans se fatiguer (1967) : Rod Prescott
- Edward Fox dans :
  - Le Messager (1971) : Hugh Trimingham
  - Le Bounty (1984) : Capitaine Greetham
- Roy Scheider dans :
  - Marathon Man (1976) : Doc Levy
  - Meurtres en cascade (1979) : Harry Hannan
- George Grizzard dans :
  - Le Souffle de la tempête (1978) : Neil Atkinson
  - L'Arme au poing (1979) : Leo Gelhorn
- Ronny Cox dans :
  - Le Flic de Beverly Hills 2 (1987) : Capt. Andrew Bogomil
  - Total Recall (1990) : Vilos Cohaagen

- 1934[4] : Tarzan et sa compagne : Martin Arlington (Paul Cavanagh)
- 1950 : L'Aigle et le Vautour : le capitaine Todd Croyden (John Payne)
- 1952 : La Première Sirène : l'assistant réalisateur (Dabbs Greer)
- 1952 : Histoire de trois amours : le barman (Peter Brocco)
- 1953 : Jules César : Octave (Douglass Watson (en))
- 1953 : Houdini le grand magicien : Fred, le cavalier de Bess (Peter Baldwin)
- 1954 : Les Chevaliers de la table ronde : Gauvain (Robert Urquhart)
- 1954 : Ulysse : un prétendant [Qui ?]
- 1954 : Brigadoon : Jeff Douglas (Van Johnson)
- 1955 : Ce n'est qu'un au revoir : James Sundstrom Jr. (Robert Francis)
- 1955 : Le Fils prodigue : Ramadi (Henry Daniell)
- 1955 : Le Tendre Piège : l'annonceur de la télévision (Gil Herman)
- 1955 : La Rivière de nos amours : Blake (William Phipps)
- 1955 : Quand le clairon sonnera : le colonel William Barret Travis (Richard Carlson)
- 1955 : Le Voleur du Roi : Michael Dermott (Edmund Purdom)
- 1956 : Le Shérif : John Barrett (Robert Middleton)
- 1956 : Le Bébé et le Cuirassé : un officier[Qui ?]
- 1958 : Bagarres au King Créole : Chico (Tony Russel)
- 1958 : Le Pirate de l'épervier noir : Giovanni (Ettore Manni)
- 1958 : Les Chemins de la haute ville : Jack Wales (John Westbrook)
- 1958 : La Dernière Torpille : « Hash » Benson (L. Q. Jones)
- 1959 : Autopsie d'un meurtre : Matthew Smith (Orson Bean)
- 1959 : Les Chemins de la haute ville : George Aisgill (Allan Cuthbertson)
- 1959 : La Proie des vautours : Grey Travis (Peter Lawford)
- 1959 : Aux frontières des Indes : l'aide de camp (Basil Hoskins)
- 1959 : Panique à bord : le capitaine Robert Adams (George Sanders)
- 1959 : La Vengeance d'Hercule : Danaré (Gian Carlo Sbragia)
- 1959 : La Mort aux trousses : Junket (Ed Binns)
- 1959 : Au milieu de la nuit : Joey Lockman (Lee Richardson)
- 1960 : Le Train de 16 h 50 : Cedric Ackenthorpe (Thorley Walters (en))
- 1960 : Un numéro du tonnerre : le rendez-vous surprise d'Ella (Gerry Mulligan)
- 1961 : Les Frères corses : Raoul Sagona (Raoul Grassilli)
- 1961 : Hercule à la conquête de l'Atlantide : Astor (Mimmo Palmara)
- 1961 : La Chambre des tortures : Dr Charles Leon (Antony Carbone)
- 1961 : L'Américaine et l'amour : Adam (Bob Hope)
- 1961 : Le troisième homme était une femme : le colonel Yancey (Ralph Meeker)
- 1961 : Don Camillo Monseigneur : l'acolyte de Don Camillo à Rome [Qui ?]
- 1961 : Sodome et Gomorrhe : Melchior (Rik Battaglia)
- 1961 : Les Chevaliers du démon : le comte Thomas de Netherden (Peter Arne)
- 1961 : Le Visage du plaisir : Greener (Peter Dyneley (en))
- 1962 : La Colère d'Achille : Patrocle (Enio Girolami)
- 1962 : La Porte aux sept serrures : Dr Antonio Staletti (Pinkas Braun)
- 1962 : Doux oiseau de jeunesse : Scotty (Corey Allen)
- 1963 : Le Capitaine de fer : le connétable [Qui ?]
- 1963 : Pas de lauriers pour les tueurs : Dr John Garrett (Kevin McCarthy)
- 1963 : Goliath et l'Hercule noir : Goliath (Gordon Scott)
- 1963 : Conquérants héroïques : Turnus (Gianni Garko)
- 1963 : La Guerre de Troie : Acate (Giancarlo Bastianoni)
- 1963 : Patrouilleur 109 : le commandant de la première flottille de vedettes lance-torpilles (George Gaynes)
- 1963 : Maciste contre Zorro : Zorro / Ramon (Pierre Brice)
- 1963 [5] : Le croque-mort s'en mêle : Waldo Trumbull (Vincent Price)
- 1963 : La Maison du diable : John Markway (Richard Johnson)
- 1963 : Persée l'invincible : Persée (Richard Harrison)
- 1963 : Les Cavaliers rouges : le capitaine Bradley (Guy Madison)
- 1963 : Sandokan, le tigre de Bornéo : Lord Guillonk (Leo Anchóriz)
- 1963 : La Terreur des gladiateurs : Tullus Aufidius (Pierre Cressoy)
- 1964 : Lady détective entre en scène : Cosgood (Ron Moody)
- 1964 : Le Masque de la mort rouge : Scarlatti (Paul Whitsun-Jones (en))
- 1964 : La Terreur des Kirghiz : Ilo (Ettore Manni)
- 1964 : Le Spectre maudit : Sir Richard Fordyke (John Turner)
- 1964 : Ursus l'invincible : Teomoco (Gianni Rizzo)
- 1965 : L'Espion qui venait du froid : Dick Carlton (Robert Hardy)
- 1965 : Quand parle la poudre : Guy Tavenner (DeForest Kelley)
- 1965 : Sherlock Holmes contre Jack l'Éventreur : le ministre (Dudley Foster (en))
- 1966 : Le Tour du monde sous les mers : Dr Orin Hillyard (Marshall Thompson)
- 1967 : Casino Royale : James Bond (David Niven)
- 1967 : Pécos tire ou meurt : le « Suprême » (Erno Crisa)
- 1967 : Les Monstres de l'espace : le colonel Breen (Julian Glover)
- 1967 : Le Défi de Robin des Bois : Robin de Courtenay / Robin des Bois (Barrie Ingham)
- 1967 : La Guerre des cerveaux : Arthur Nordlund (Michael Rennie)
- 1968 : Le Refroidisseur de dames : inspecteur Morris Brummel (George Segal)
- 1968 : Roméo et Juliette : le narrateur (Laurence Olivier)
- 1969 : Les pistoleros de l'Ave Maria : Tomas (Alberto de Mendoza)
- 1969 : La Bataille de la Neretva : Chetnik commander (Dusan Bulajic)
- 1970 : La Fiancée du vampire : Roger Collins (Louis Edmonds)
- 1970 : La Dernière Grenade : Terry Mitchell (John Thaw)
- 1970 : L'Évasion du capitaine Schlütter : le capitaine Will Schlütter (Helmut Griem)
- 1970 : Un beau salaud : le général George (John Dehner)
- 1970 : La Guerre des bootleggers : Dr Emmett Taulbee (Richard Widmark)
- 1971 : Les Évadés de la planète des singes : Dr Otto Hasslein (Eric Braeden)
- 1971 : Charlie et la Chocolaterie : le commissaire-priseur (Frank Delfino) (1er doublage)
- 1971 : Salaud : Gerald Draycott (Donald Sinden)
- 1971 : Les Sévices de Dracula : le comte Karnstein (Damien Thomas)
- 1972 : La Conquête de la planète des singes : Gouverneur Breck (Don Murray)
- 1972 : Blacula, le vampire noir : le comte Mamuwalde (William Marshall)
- 1972 : Les Quatre Malfrats : Dr Amusa (Moses Gunn)
- 1973 : Papillon : le narrateur à la fin du film
- 1973[6] : Harry, gentleman pickpocket : Casey (Walter Pidgeon)
- 1974 : Frankenstein Junior : Dr Frederick Frankenstein (Gene Wilder)
- 1974 : Violence et Passion : l'avocat Michelli (Romolo Valli)
- 1974 : Les Deux Missionnaires : Marquis Gonzaga (Robert Loggia)
- 1975 : Salon Kitty : Gruber (John Steiner)
- 1975 : Le Froussard héroïque : Rudi von Sternberg (Alan Bates)
- 1976 : Le Voyage des damnés : Robert Hoffman (Günter Meisner)
- 1977 : Audrey Rose : le procureur Scott Velie (John Hillerman)
- 1977 : Une journée particulière : Gabriele (Marcello Mastroianni)
- 1978 : Halloween : La Nuit des masques : le narrateur
- 1978 : Ces garçons qui venaient du Brésil : Farnbach (Günter Meisner)
- 1978 : Le Chat et le canari : Harry Blythe (Daniel Massey)
- 1978 : Le Grand Sommeil : Commandant Barker (Richard Todd)
- 1978 : Les Enfants de la rivière : Terence l'hippocampe (Lance Percival)
- 1980 : La Cage aux poules : le sénateur Charles Wingwood (Robert Mandan)
- 1981 : Rien que pour vos yeux : Luigi Ferrara (John Moreno (en))
- 1981 : Lola, une femme allemande : Wittich (Ivan Desny)
- 1981 : Téhéran 43 : Gérard Simon (Gleb Strijenov)
- 1982 : L'Emprise : Dr Weber (George Coe)
- 1983 : Un fauteuil pour deux : Coleman (Denholm Elliott)
- 1986 : Shanghai Surprise : Walter Faraday (Paul Freeman)
- 1986[7] : Aliens, le retour : Van Leuwen (Paul Maxwell)
- 1986 : Duo pour une soliste : Dr Louis Feldman (Max von Sydow)
- 1987 : Superman 4 : Dave Warfield (Sam Wanamaker)
- 1990 : Le Seul Témoin  : Nelson (James Sikking)
- 1994 : Légendes d'automne  : Colonel William Ludlow (Anthony Hopkins)
- 1996 : Larry Flynt : le juge en chef William Rehnquist (Jim Grimshaw)

#### Films d'animation
- 1975 : Zizi Panpan : voix
- 1978 : La Folle Escapade : Krik (1er doublage)
- 1982 : Les Maîtres du temps : un pirate
- 1982 : La Dernière Licorne : le roi Haggard
- 1990 : Le Prince Casse-Noisette : Pantalon

### Télévision
- Michael Caine dans :
  - Jack l'éventreur (1988) : Inspecteur Frederick Abberline
  - Jekyll & Hyde (1990) : Dr Henry Jekyll / M. Edward Hyde
- 1964 : Ma sorcière bien-aimée : le narrateur (José Ferrer) (épisodes 2 et 4)
- 1966 : Au cœur du temps : Dr Douglas Philips (Robert Colbert)
- 1966 - 1967 : Alias le Baron : John Mannering  (Steve Forrest)
- 1975 : The Kansas City Massacre : John Lazia (Harris Yulin)
- 1976 : Déluge sur la ville : John Cutler (Richard Basehart)
- 1977 : Jésus de Nazareth : Zerah (Ian Holm)
- 1977 : L'Homme au masque de fer : le surintendant Fouquet (Patrick McGoohan)
- 1978 : Du feu dans le ciel : Michael, le gouverneur (Nicolas Coster)
- 1983 : Les oiseaux se cachent pour mourir : l'archevêque Contini-Verchese (Christopher Plummer)
- 1983 : Scandales à l'Amirauté : l'amiral Thomas Mallory (Dennis Weaver)
- 1983 : Le Souffle de la guerre : Brigadier Général Armin von Roon (Jeremy Kemp)
- 1990 : Zorro : Don Alejandro de la Vega (Efrem Zimbalist Jr.) - 1re saison
- 1990 : Super Baloo : Shere Khan